# Palling Indian Reserve 1
Palling Indian Reserve 1 är ett reservat i Kanada.   Det ligger i provinsen British Columbia, i den centrala delen av landet, 3 600 km väster om huvudstaden Ottawa. Palling Indian Reserve 1 ligger vid sjön Decker Lake.
I omgivningarna runt Palling Indian Reserve 1 växer i huvudsak barrskog. Trakten runt Palling Indian Reserve 1 är nära nog obefolkad, med mindre än två invånare per kvadratkilometer.